# Johann Conrad Eisenhut

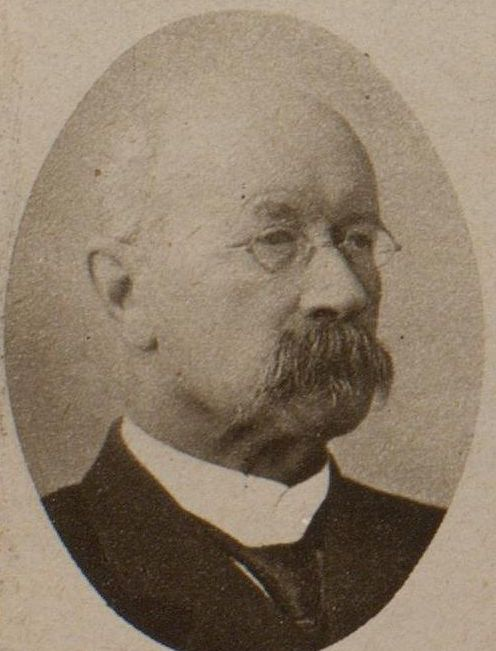
Johann Conrad Eisenhut

Johann Conrad Eisenhut (* 17. Juli 1843 in Herisau; † 15. März 1916 ebenda; heimatberechtigt in Gais und Herisau) war ein Schweizer Unternehmer, Kantonsrat, Regierungsrat und Nationalrat aus dem Kanton Appenzell Ausserrhoden.

## Leben
Johann Conrad Eisenhut war ein Sohn von Johann Konrad Eisenhut, Inhaber einer Eisenhandlung in Herisau, und Anna Katharina Alder. Er war ein Stiefsohn von Johann Jacob Diem, Gemeindehauptmann und Webfabrikant in Herisau. Im Jahr 1868 heiratete er Hermine Gähler, Tochter von Johannes Gähler, Kommis.
Nach dem Besuch des Zellweger’schen Instituts in Gais und der Webschule in Elberfeld (heute Wuppertal) in den Jahren 1862 bis 1864 übernahm Eisenhut das stiefväterliche Geschäft. Bis 1877 führte er es in Partnerschaft mit Heinrich Suhner. Er richtete eine Eisengarnweberei ein. Diese erweiterte er zum Übersee-Exportgeschäft. Im Jahr 1915 gab er sie auf.
Von 1875 bis 1883 sass er im Herisauer Gemeinderat. Ab 1880 bis 1883 amtierte er als Gemeindehauptmann. Von 1878 bis 1894 und ab 1896 bis 1905 war er im Ausserrhoder Kantonsrat. In den Jahren 1884 und 1885 sowie von 1892 bis 1897 hatte er das Amt des Oberrichters inne. Von 1885 bis 1892 versah er als Regierungsrat die Funktion des Landeskassiers. Ab 1893 bis 1908 amtierte er als freisinniger Nationalrat. Von 1879 bis 1894 war er Mitglied der Kantonalbankverwaltung, die er ab 1885 bis 1894 präsidierte. Von 1880 bis 1887 war er Vizepräsident der Appenzellischen Gemeinnützigen Gesellschaft. In den Jahren 1881 bis 1899 war er Mitglied der evangelischen Synode Ausserrhodens. Von 1883 bis 1887 stand er als Präsident dem ausserrhodischen Volksverein, Vorgänger der Freisinnig-Demokratischen Partei (FDP), vor.